# فريتز زاوكل

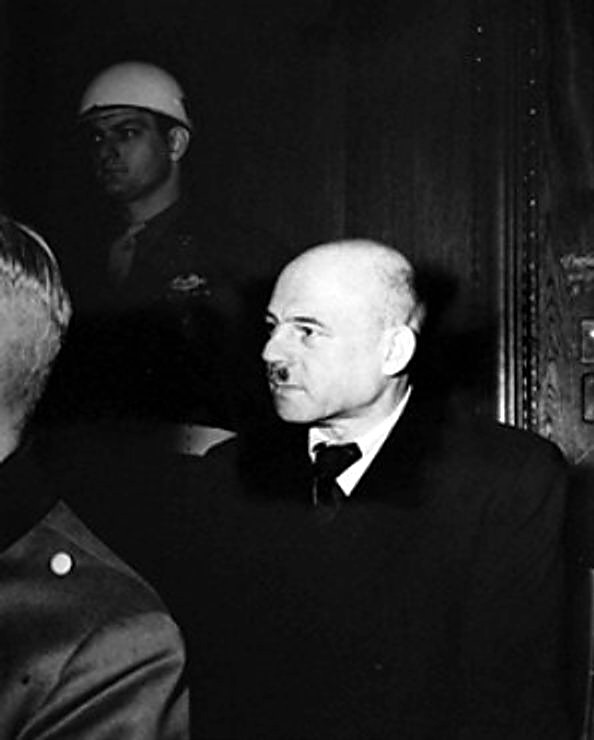
فريتز ساوكل أثناء محاكمة نورنبيرغ

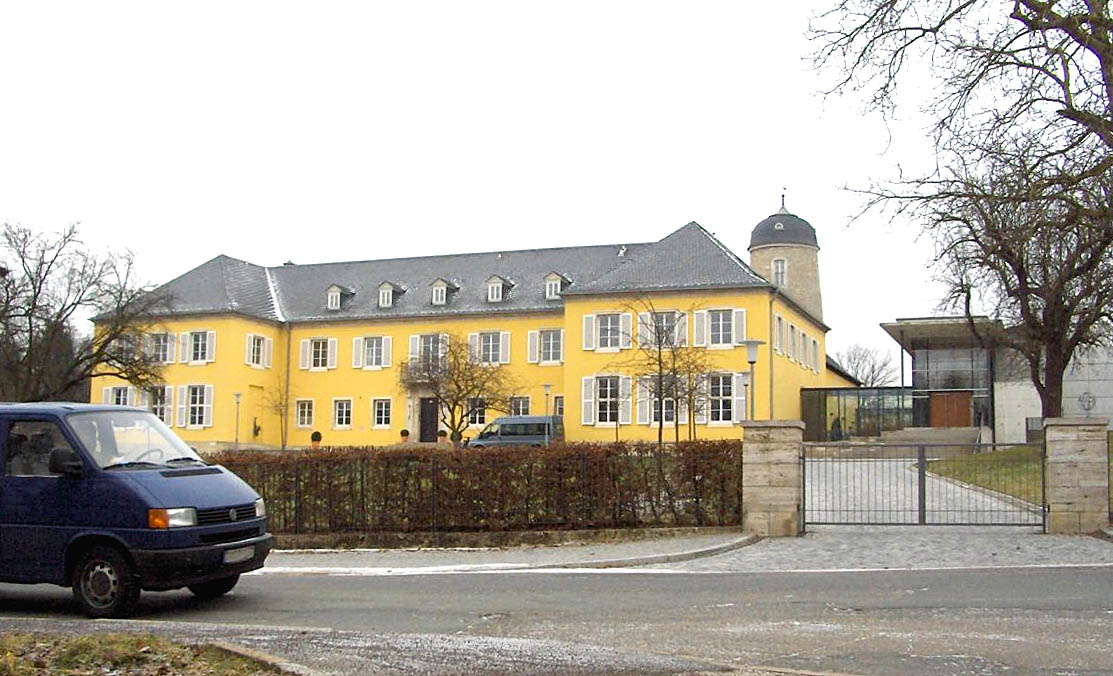
فيلا ساوكل في فايمار، جهة الشارع

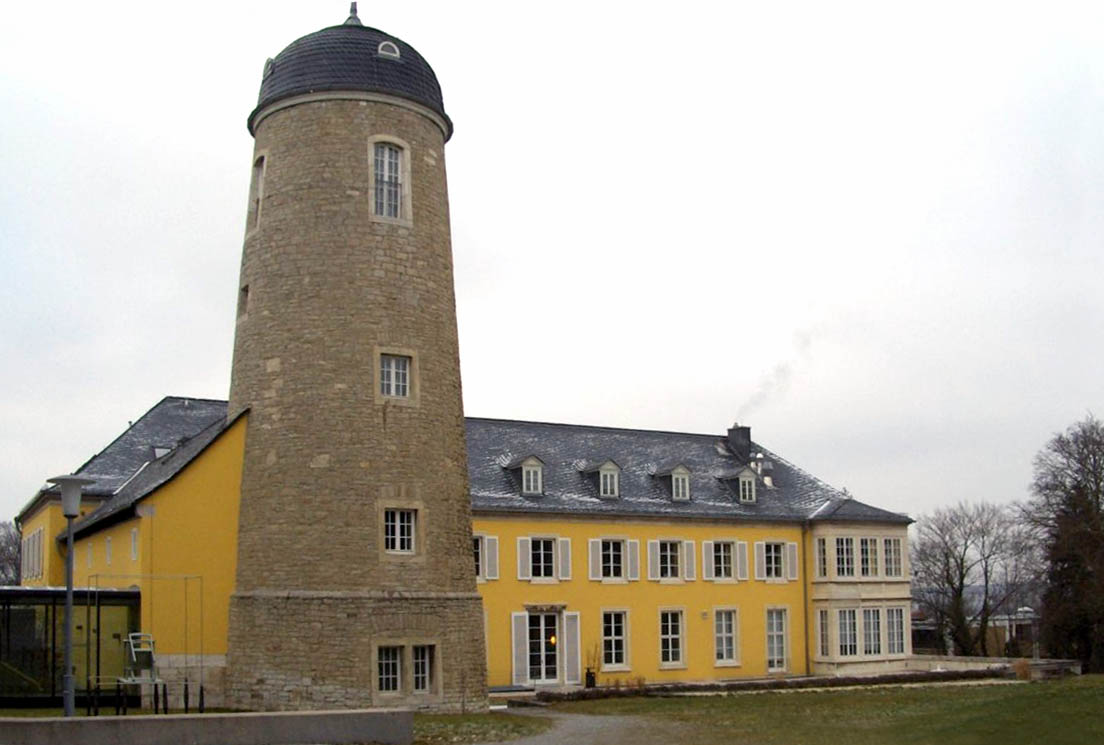
فيلا ساوكل في فايمار، جهة الحديقة

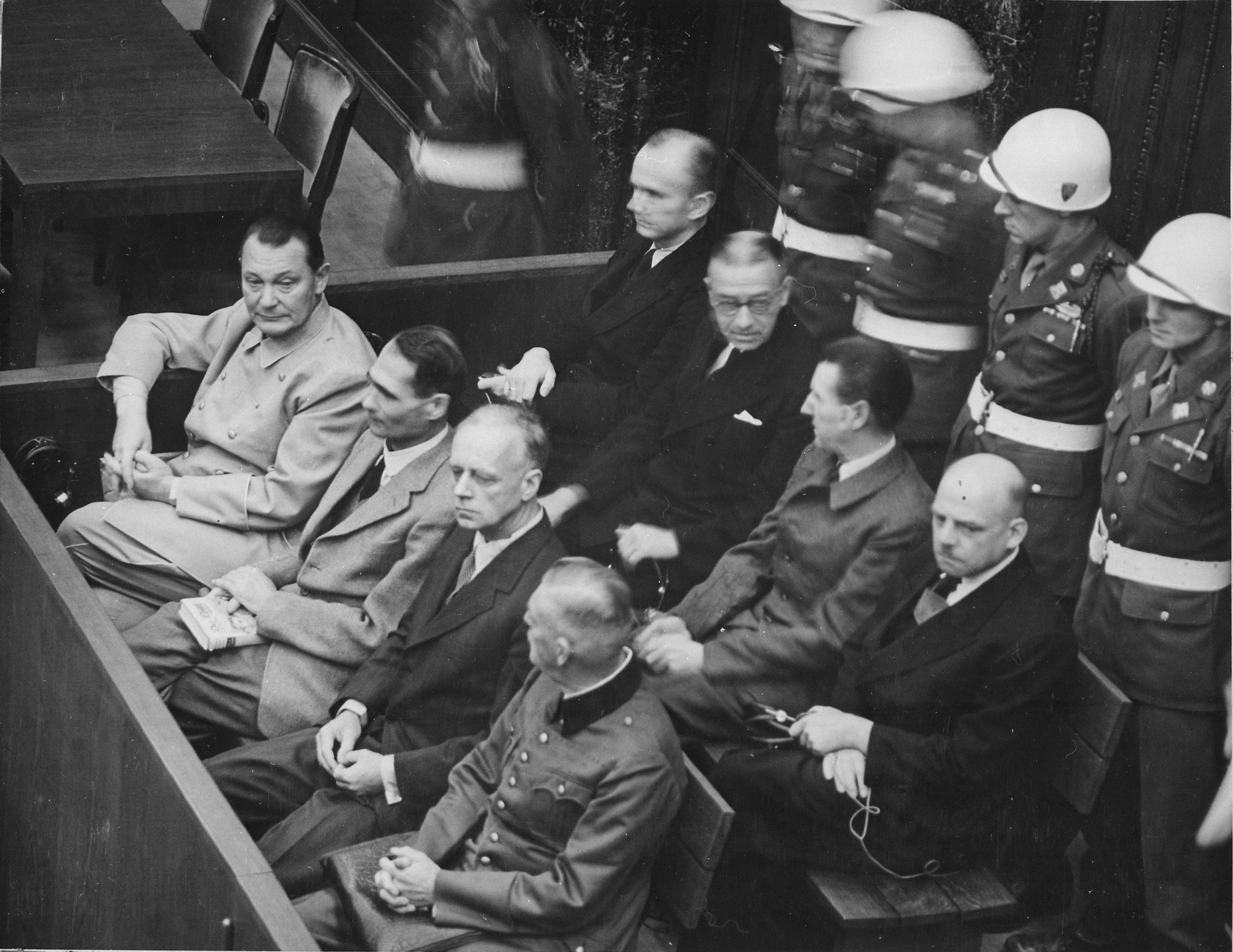
محكمة نورنبيرغ
الصف الأول (من اليسار إلى اليمين): هيرمان غورينغ، رودلف هس، يواكيم فون ريبنتروب، فلهلم كايتل.
الصف الثاني (من اليسار إلى اليمين): كارل دونتز، إريش رايدر، بالدور فون شيراخ، فريتز ساوكل.

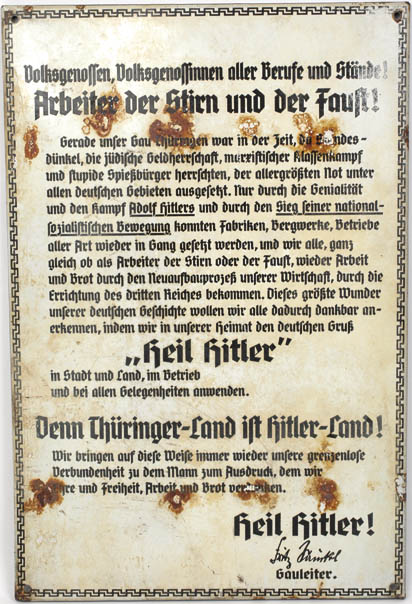
دعوة للقائد ساوكل لتحية هتلر كعلامة امتنان (1934 حوالي)

إرنست فريدريش كريستوف «فريتز» زاوكل (بالألمانية: Ernst Friedrich Christoph "Fritz" Sauckel) (27 أكتوبر 1894 في هاسفورت، فرانكونيا السفلى - 16 أكتوبر 1946 في نورنبيرغ)، كان سياسي نازي ألماني، غاولايتر على تورينغن والمفوض العام للعمل القسري من مارس 1942 حتى نهاية الحرب العالمية الثانية.
كان زاوكل أحد المتهمين الـ 24 في محكمة نورنبيرغ لمجرمي الحرب الرئيسيين أمام المحكمة العسكرية الدولية وأُدين في 1 أكتوبر 1946 بتهمتين من أربع تهم، وحُكم عليه بالإعدام شنقا.

## روابط خارجية
- فريتز زاوكل على موقع IMDb (الإنجليزية)
- فريتز زاوكل على موقع الموسوعة البريطانية (الإنجليزية)
- فريتز زاوكل على موقع مونزينجر (الألمانية)
- فريتز زاوكل على موقع قاعدة بيانات الأفلام السويدية (السويدية)
- فريتز زاوكل على موقع إن إن دي بي (الإنجليزية)
- فريتز زاوكل على موقع كينوبويسك (الروسية)